# Фернандес, Дуарте
Дуа́рте Ферна́ндес (порт. Duarte Fernandes; годы рождения и смерти неизвестны) — португальский путешественник, посол и дипломат XVI века.
Действуя по указаниям вице-короля Португальской Индии Афонсу де Албукерке, первым из европейцев в 1511 году установил дипломатические отношения с государством Аютия, ставшим известным европейцам как Королевство Сиам (ныне Таиланд), в результате чего был подписан первый торговый договор с европейской державой — Португалией, которой было предоставлено право свободной торговли и привилегии на побережье Бенгальского залива (Тенассерим и Мергуи). В Аютии была открыта христианская миссия и построена церковь.